# 十国春秋
《十國春秋》，共114卷，清人吳任臣編撰的記錄十國的紀傳體史書。
《十國春秋》，寫十國君主之事蹟，采自五代、两宋时的各种杂史、野史、地志、笔记等文獻資料，計有吳十四卷，南唐二十卷，前蜀十三卷，後蜀十卷，南漢九卷，楚十卷，吳越十三卷，閩十卷，荊南四卷，北漢五卷，十國紀元表一卷，十国世系表一卷，十国地理表二卷，十国藩镇表一卷，十国百官表一卷。康熙八年（1669年）完成。洪亮吉《北江诗话》卷一载：“吴任臣撰《十国春秋》，搜采极博。”李慈铭《越缦堂读书记》日记曰：“此书三过阅矣，丙辰（1856）读之尤细，甚薄其体载之疏；至壬申（1872）复阅，始叹其博不可及也。”《四库全书总目提要》评：“任臣以欧阳修作《五代史》，于十国仿《晋书》例为载记，每略而不详，乃采诸霸史、杂史以及小说家言，并证以正史，汇成是书。”
吳任臣自序曰：“任臣以孤陋之学，思取十国人物事实而章著之，网罗典籍，爰勒一书，名曰《十国春秋》，为本纪二十，世家二十二，列传千二百八十二。人以国分，事以类属。又为《纪元》、《世系》、《地理》、《藩镇》、《百官》五表，总一百一十四卷。虽世远人湮，书册难考，乃鉴观诸邦，略得而论。……书成，聊著纂述之大指如此。康熙八年（1669年）己酉孟夏，仁和吴任臣撰。”又有周跋：“余校刊吴氏《十國春秋》，附刻《拾遺》、《備攷》二卷，鋟板發十方後，復補錄數條，亦未印行，年末採摭舊聞，則記載沿有闕。”乾隆五十三年（1788年）四月，周昂重刊《十国春秋》。
《越缦堂日记》中也指出了本书的一些瑕疵。比如由于作者吳任臣在杭州生长，对吴越国统治者称某某王，而对其他国家的统治者直呼其名。又如在后唐伐荆南时，虽然荆南时为后唐属国，仍然称后唐为“入寇”等。

## 目錄

### 吳
一至十四卷
1. 吳一太祖世家
2. 吳二烈祖、高祖世家
3. 吳三睿帝本紀
4. 吳四列傳
太祖太妃史氏，夫人朱氏，太后王氏
睿帝讓皇后王氏
太祖子臨川王濛，新安王潯，德化王澈
高祖子南陽王玢
睿帝子太子璉，江夏王璘，宜春王璆
從子建安王珙，宜陽王璪
太子妃李氏
睿帝女上饶公主
5. 吳五列傳
袁襲，高勗，戴友規，李神福，張訓，陶雅，劉威，臺濛，李遇，李簡
6. 吳六列傳
柴再用，秦裴，劉金（子仁規），李友，李厚，劉存（陳知新），呂珂，賈令威，瞿章，賈公鐸，李濤，袁禎，丁袗，周隱
7. 吳七列傳
劉信，呂師造，王綰，王茂章，米志诚，苗璘，周本，李德诚，王安，王輿
8. 吳八列傳
冯弘铎，朱瑾，李承嗣（子禪），彭彦章，李儼，趙匡凝，鍾匡時，雷彥恭，譚全播
9. 吳九列傳
王稔，骨言，陳佑，陳紹，方從訓，蔣延徽，王壇，張崇，張宣，崔太初，曹筠，李戴，盧擇，楊迢，徐善，盧蘋，楊彥伯，賈潭
10. 吳十列傳
尚公逎，黃訥，嚴可求，駱知祥，陳彥謙，盧樞，王潜，楊廷式，徐融，汪台符，江夢孫，鍾泰章，翟虔，韋建，高審思，李章，王令谋
11. 吳十一列傳
杜荀鶴，殷文圭，楊夔，沈文昌，沈顏，徐延休，游恭，王振，信都鎬，朱潯（周延禧），張翊，汪少微，支戬，奚超（淮南畫工）
12. 吳十二列傳
糝潭漁者，張軍師，錢亮，董紹顏，李攻，柳翁，黃冠道人，虔州少年，劉通，申漸高，朱延壽妻王氏，張訓妻某氏
13. 吳十三列傳
田頵，安仁義，朱延壽，張顥
徐溫（子知訓，知詢，知誨，知諫）
14. 吳十四列傳
僧祖肩，石頭大師，僧令遵，王居巖，吳法通，聶師道，劉得常，陳金，張武，宣州軍士

### 南唐
十五至三十四卷
1. 南唐一烈祖本紀
2. 南唐二元宗本紀
3. 南唐三後主本紀
4. 南唐四列傳
烈祖順妃王氏，元敬皇后宋氏，夫人氏
元宗光穆皇后鍾氏，吳國太夫人凌氏
後主昭惠國后周氏，繼國后周氏，保儀黃氏，宮人流珠，喬氏（秋水，窅娘）
5. 南唐五列傳
烈祖子楚定王景遷，晉文成王景遂，齊昭孝王景達，江昭順王景逷（子季操）
烈祖從子晉陵公景邁，上饒公景遜，桂陽公景邈，平陽公景逸
元宗子文獻太子弘冀，慶王弘茂，南楚國公從善（子仲翔，仲猷），江國公從鎰，鄂國公從謙（子仲偃），邵平郡公從度，文陽郡公從信
後主子清源郡公仲寓（子正言），岐懷獻王仲宣
後主從子仲遠，仲興，仲偉，仲康，仲（缺）
烈祖諸女
元宗女太寧公主，芳儀
6. 南唐六列傳
徐知證，徐知諤，徐游，宋齊丘
7. 南唐七列傳
周宗，李建勳，徐玠，馬仁裕（子文義），刁彥能（子衎），游簡言，杜業，孫漢威，張居咏，張延翰
8. 南唐八列傳
王崇文，王彥儔，何敬洙，柴克宏，邊鎬，王建封，劉崇俊，劉彥貞，朱匡業
9. 南唐九列傳
嚴續，常夢錫，蔣廷翊，姚景，陳起，賈崇，公乘鎔，王仲連
10. 南唐十列傳
李金全，盧文進，孟堅，陳誨（子德誠），林仁肇，皇甫暉（子繼勳），李平，朱元
11. 南唐十一列傳
張易，蕭儼，張義方，江文蔚，李貽業，歐陽廣，喬匡舜，張泌，汪煥
12. 南唐十二列傳
陳覺，李徵古，魏岑，馮延巳，馮延魯，查文徽（子元方），鍾謨，李德明
13. 南唐十三列傳
潘佑，廖居素，趙仁澤，段處常，孫晟，刘仁赡，張彥卿，李延鄒，周弘祚，陳喬，鍾蒨，咼彥，廖澄，張雄，胡則，申屠令堅（劉茂忠）
14. 南唐十四列傳
韓熙載，徐鉉，徐鍇，高越（兄子遠），殷崇義，蒯鼇，郭昭慶，盧郢，章僚
15. 南唐十五列傳
魯崇範，毛炳，邵拙，黃載，朱存，朱弼，沈彬，史虛白，陳陶，陳貺，鄭元素，廖凝，洪文用，何溥，謝清，李元清，盧珖，許光大，陳褒，顏詡，許規（子逖），歐陽郴，鍾離君，吳媛，聶氏，龔氏二女
16. 南唐十六列傳
郭廷謂，朱令赟，陳大雅，卢绛，吳仲舉，陸昭符，潘慎脩，張泌，龔慎儀，周惟簡，張洎，鄭彥華（子文實），劉澄，李德柔，劉承勳
17. 南唐十七列傳
孫魴，周彬，胡元龜，伍喬，康仁傑，余璀，劉洞（夏望松），舒雅，陳元亮，張惟彬，丘旭，羅潁，吳淑，陳彭年，魏羽，洪慶元，應用（王文秉），朱澄（高太沖），陶守丘，顧閎中，梅行思，曹仲元，周文矩，顧德謙，厲昭慶，董源，徐熙，解處中（韓幹），董羽，衛賢（王齊翰，蔡潤竹，夢松）
18. 南唐十八列傳
裴長史，徐幼文，占夢僧，吳廷紹，李延珪，御廚，楊花飛（楊明高），李家明，王感化，李冠，彭利用
19. 南唐十九列傳
僧休復，僧無殷，僧緣德，木平和尚，僧應之，僧文益，僧深，僧慧朗，僧智明，行因禪師，僧清稟，僧行言，僧智筠，僧文遂，僧匡逸，僧守訥，僧玄寂，小長老
20. 南唐二十列傳
王霞，陳允升，史守沖，譚峭，潘扆，陳曙，許堅，聶紹元，耿先生，楊保宗

### 前蜀
三十五至四十七卷
1. 前蜀一高祖本紀上
2. 前蜀二高祖本紀下
3. 前蜀三後主本紀
4. 前蜀四列傳
高祖順德皇后周氏，順聖皇太后徐氏，翊聖皇太妃徐氏，貴妃張氏，夫人蕭氏
後主廢后高氏，皇后金氏，元妃韋氏，貴妃錢氏，順妃蘇氏，昭儀李氏（李玉簫），宮人劉氏
高祖子衛王宗仁，庶人元膺，豳王宗辂，趙王宗纪，韓王宗智，宋王宗泽，魯王宗鼎，信王宗杰，薛王宗平，莒王宗特
高祖從子宗鐬，族子宗壽，宗裕
後主子承祧，承祀
高祖女普寧公主
5. 前蜀五列傳
王宗佶，王宗侃（子承肇），王宗滌，王宗翰，王宗弼，王宗黯，王宗弁，王宗本，王宗阮，王宗播，王宗儔，王宗謹，王宗綰，王宗儒，王宗浩，王宗朗，王宗渥，王宗範，王宗瑶，王宗訓，王宗勉，王宗鍔，王宗夔，王宗裔，王宗矩，王宗祐，王宗汾，王宗信，王宗賀，王宗紹，王宗宏，王宗鐸，王宗魯，王宗昱，王宗勳，王宗晏，王宗汭，王宗偉，王宗憲，王宗儼，王宗威，王承檢
6. 前蜀六列傳
馮涓，周庠，韋莊，晉暉，李師泰，張造，綦母諫，張虔裕，張琳，張劼，周德權，李簡，山行章
7. 前蜀七列傳
鄭頊，潘岏，李紘，張格，许寂，王鍇，庾传素，毛文錫，毛文晏，潘炕，潘峭，庾凝績，楊玢
8. 前蜀八列傳
王万弘，李彥德，刘知俊，桑弘志，張道古，陳翔，鄧元明，王先成，張扶，李道安，竇雍，劉隱辭，蔣詔恭，李景，劉纂，崔善，仲廷預，李仁表，姜志，韋巽，劉檀，杜何，溫顗，房諤，費宗陶，王扑，趙雄武，王鄂，劉隱
9. 前蜀九列傳
張武，王暉，林思諤，蕭懷武，張士喬，段融，蒲禹卿，林罕，劉贊，張雲，李龜禎，周彦章，馬全
10. 前蜀十列傳
侯翮，王保晦，盧延讓，庾傳昌，楊義方，王仁裕，李珣，尹鶚，張蠙，牛嶠，牛希濟，趙甤，鄭藝，刁光，滕昌祐，房從真，宋藝，高道興，杜齯龜
11. 前蜀十一列傳
胡秀林，馬處謙，趙溫珪，何奎（孫雄），趙延乂，馮見鬼，韓伸，石潀，黃崇嘏，李夫人
12. 前蜀十二列傳
唐道袭，徐瑤，韓昭，潘在迎，徐延瓊，安重霸，嚴遵美，唐文扆，宋光浦，宋光嗣（弟光葆），王承休
13. 前蜀十三列傳
僧志廣，僧貫休，僧子朗，掃地和尚，段義宗，爾朱先生，杜光庭，崔無斁，楊勛，王帽仙，青城道士

### 後蜀
四十八至五十七卷
1. 後蜀一高祖本紀
2. 後蜀二後主本紀
3. 後蜀三列傳
高祖皇后李氏，太后李氏
後主妃張氏，慧妃徐氏
高祖子雅王仁贄，彭王仁裕，嘉王仁操
後主子太子玄喆，褒王玄珏，遂王玄寶
高祖女崇华公主
後主女鳳儀公主，鑾國公主
4. 後蜀四列傳
赵季良，趙廷隱，李仁罕，張業，李肇，侯弘實，張公鐸，龐福誠，武漳，沙延祚，潘仁嗣，高敬柔，季鎬，李筠，朱偓，袁彥超
5. 後蜀五列傳
王处回，毋昭裔，李昊，徐光溥，范仁恕，歐陽迴
6. 後蜀六列傳
歐陽彬，李如實，何瓒，賈鄂，范禹偁，毋守素，劉暠，多岳，劉保乂，李匡遠，韋嘏，王歸，王藻，劉璵，何隨，王賁，卞震，掌聿脩，孙汉韶，張虔釗，何重建，石奉頵，侯益，赵匡赞
7. 後蜀七列傳
幸寅遜，章九齡，李起，陳及之，田淳，張元，文通，程崇雅，孫欽，王環，趙崇浦，高彥儔
8. 後蜀八列傳
趙崇韜，韓保貞，李廷珪，伊審徵，龍景昭，趙玭，高諷，羅濟，孫降衷，李稠，李遵懿，曹光實，全師雄，上官進
9. 後蜀九列傳
韋穀，歐陽炯，顧敻，令狐嶠，向瓚，句中正，孫逢吉，鹿虔扆，閻選，趙文拱，王中孚，文谷，楊九齡，何光遠，韓保昇，蒲虔軌，張立，黃筌（子居寶，居寀，居實），阮知誨，張玟，蒲師訓，高從遇，姜道隱，李文才，石恪昌，徐德昌，景煥，夏侯延祐，趙忠義，杜敬安
10. 後蜀十列傳
周仲明，胡韞，虞洮，楊千度，梁守珍，安思謙，王昭遠，趙彥韜，僧曉微，僧可朋，僧仁顯，僧曇城，僧曉巒，杜仁傑，楊仙公，黃萬戶，申天師，馮倦，彭曉，丁元和，韋昉，屈突無為

### 南漢
五十八至六十六卷
1. 南漢一烈宗世家，高祖本紀
2. 南漢二殤帝本紀，中宗本紀
3. 南漢三後主本紀
4. 南漢四列傳
武皇后韋氏，段氏
高祖皇后馬氏，太妃趙氏
中宗麗妃李氏，李蟾妃
後主貴妃李氏，美人李氏（素馨），波斯女，盧瓊仙
高祖子雍王耀樞，康王龜圖，越王弘昌，齊王弘弼，韶王弘雅，鎮王弘澤，萬王弘操，循王弘杲，恩王弘暐，高王弘邈，同王弘簡，益王弘建，辨王弘濟，貴王弘道，宜王弘照，通王弘政，定王弘益
中宗子桂王琁興，荊王慶興，楨王保興，梅王崇興
後主子守節，守正（克昌，國昌），守素，守通
烈宗女增城公主
5. 南漢五列傳
趙光裔，楊洞濳，李殷衡，倪曙，何澤，劉濬，陳用拙，王定保，周傑，赵损，黃損
6. 南漢六列傳
蘇章，梁克貞（李守鄘），程寶，孫德威，王宏，梁嵩，王詡，張瀛，何瑱，劉瑭，何詞，李紓，鄭翱，侯融，蕭益，王翷，蕭規，孫惠，滕紹英，萬景忻
7. 南漢七列傳
陈偓，盧膺，鄧伸，李璵，吳懷恩，吳恂，謝貫，簡文會，鍾允章，劉博古，曾芳，謝傑
8. 南漢八列傳
暨彥贇，陸光圖，邵廷琄，潘崇徹，伍彥柔，盧枝，李承渥，郭崇岳（植廷晓），鍾有章，薛用丕，王珪，黃德昭，萧㴶，卓惟休，周茂元，馮元，李廷珙，周渭，唐承裕，駱崇璨，胡萬頃，林楚材，陳志女，莫筌，譚氏二女，牢氏
9. 南漢九列傳
林延遇，龔澄樞，許彥真，陳延壽，李托，薛崇譽，余延业，趙純節，張遇賢，陳道庠，廣南僧，僧如敏，僧文偃，僧子祥，黃步松，黃勵，甘佃，莫公

### 楚
六十七至七十六卷
1. 楚一武穆王世家
2. 楚二衡陽王世家，文昭王世家
3. 楚三廢王世家，恭孝王世家（弟希崇）
4. 楚四列傳
劉言，王逵，周行逢（子保權）
5. 楚五列傳
武穆王德妃袁氏，夫人陳氏，夫人華氏
衡陽王夫人楊氏
文昭王順賢夫人彭氏
廢王夫人某氏
恭孝王夫人苑氏
武穆王弟賨，存
武穆王子希振（子光惠），希旺，希杲，希瞻，希能，希貫，希隱，希濬，希知，希朗
文昭王諸子
廢王諸子
恭孝王子光贊
6. 楚六列傳
張佶，蔣勛，姚彥章，許德勳，李瓊，秦彦晖，王環，高郁，李唐，楊定真，袁詮，呂師周，苑玫，李鐸，何致雍，黃損，潘起
7. 楚七列傳
彭玕，唐世旻，劉昌魯，龐巨昭，拓跋恆，徐仲雅，劉勍，張少敵，廖匡圖（弟匡齊），丁思覲，戴偃，何仲舉，劉昭禹，石文德，林崇禧，路洵美
8. 楚八列傳
李弘臯，李弘節，鄧懿文，王贇，孟駢，欧弘练，吳弘，楊滌，彭師暠，廖偃，劉彥瑫，許可瓊
9. 楚九列傳
李令，侯元亮，王仝，邵岳，朱葆光，陶英，黃匪躬，孟賓于，翁宏，廖融，王元，伍彬，朱遵度，劉昌嗣，何景山，江澧，鄧洵美，李觀象，曹衍（蕭某，卒長）
10. 楚十列傳
符彥通，何敬真，孫朗，張倣，張文表，僧居遁，僧洪道，報慈長老，僧虛中，至聰禪師，彭幼謙，伊用昌

### 吳越
七十七至八十九卷
1. 吳越一武肅王世家上
2. 吳越二武肅王世家下
3. 吳越三文穆王世家
4. 吳越四忠獻王世家，忠遜王世家
5. 吳越五忠懿王世家上
6. 吳越六忠懿王世家下
7. 吳越七列傳
趙國太玄太夫人水丘氏
武肅王莊穆夫人吳氏，昭懿夫人陳氏
文穆王恭穆夫人馬氏，恭懿夫人吳氏，仁惠夫人許氏
忠獻王夫人杜氏，元妃仰氏
忠懿王妃孫氏（附俞氏，黃氏）
武肅王弟鏢，鐸，楚國公鏵
從弟鎰，銶
武肅王子寧國公元璣，雲國公傳瑛，金華郡王元懿，廣陵郡王元璙（子文奉，文炳），餘姚侯傳（王瞿）（子仁俊），大彭侯傳球，扶南侯元㺷，淮陰侯元珦，新安侯傳璛，霅國公傳璟，吳興侯元琳，寧明王元璝，元弼
文穆王子孝獻世子弘僔，瓊山侯弘僎，弘儇，吳興郡王弘偡，弘億，彭城侯弘儀，弘偓，弘仰，儼
忠獻王子富水侯昱，西平侯郁
忠遜王子昆，易
忠懿王世子惟濬，彭城郡王惟治，英國公惟演，惟濟
8. 吳越八列傳
羅隱，顧全武，杜稜，成及，馬綽，阮結，杜建徽，鮑君福，曹圭，屠瓌智
9. 吳越九列傳
高彥（子渭），朱行先，黃晟，司馬福，孫琰，吳敬忠，滕彥休，吳公約，章魯封，饒景，薛居正，謝鶚，鍾匡範，陳長官，童頵，鍾廷翰，楊巖，許俊，孫陟，聞人凝，張瑗，劉甫，蔣勛，王畊，沈夏，沈行思
10. 吳越十列傳
沈崧，皮光业，曹仲達，林鼎，仰仁诠，陸仁章，章德安，郭師從，唐仁恭，水丘昭券，薛溫
11. 吳越十一列傳
元德昭，吳程，裴堅，沈虎子，鮑脩讓，曹杲，沈韜文，陸超，杜叔詹，劉彥琛，俞公帛，盛豫，林克已，司馬球，孫顯忠，黃彝簡，沈承禮，孫承祐，崔仁冀，余萬頃，江景防，陸宗扆
12. 吳越十二列傳
吳仁璧，方昊，孫邰，石延翰，宋榮，嚴永，范贊時，毛勝，葉簡，李咸，朱景環，顧規，目醫，喻皓，徐綰，陳詢，陳璋，高澧，胡进思
13. 吳越十三列傳
僧文喜，僧無作，僧昭，僧幼璋，僧自新，僧全付，僧道怤，僧靈照，僧道韶，僧行修，僧義寂，僧延壽，僧贊寧，僧儀晏，僧彌洪，僧清聳，僧契盈，僧道濳，僧希辨，僧志逢，僧願齊，釋岩，僧德倫，僧彙征，錢朗，閭丘方遠（鶴衣道人），韓必（吳淞），張契真，暨齊物，朱霄外

### 閩
九十至九十九卷
1. 閩一司空世家，太祖世家
2. 閩二嗣王世家，惠宗本紀，康宗本紀
3. 閩三景宗本紀，天德帝本紀
4. 閩四列傳
留從效，陳洪進（子文顯，文顥，文顗，文頊，陳應功，陳齊鶻，陈仁璧，劉昌言，徐熙，徐昌嗣附）
5. 閩五列傳
秦國太夫人董氏
太祖任氏，龍啟太后黃氏
嗣王夫人崔氏
惠宗劉氏，繼金氏，后陳氏
康宗元妃李氏，李氏
景宗李氏，賢妃尚氏
天德帝后張氏
武肅王審邽（子延彬，延美，延武，孫繼崇，繼勳）
太祖從弟彥復，想
太祖子延喜，延武，延望，延宗（子繼業）
從子延興（延虹，延豐，延休附）
族子延嗣
惠宗子繼韜，繼鎔，臨海郡王繼恭，建王繼嚴
從子仁達
景宗子閩王亞澄
從子繼柔，繼隆
天德帝子繼沂
從子繼昌，繼成
太祖女某郡主
6. 閩六列傳
韓偓，崔道融，楊沂豐，陳嶠，黃滔，徐寅，翁承贊，張睦（子廡），孟威，劉山甫，鄭良士，章仔鈞，陳師先，鄒罄，虞雄，陳霸先，伍昌時（子德普），王定簡，程贇，蔡儼，黃子稜，李灞，鄒勇夫
7. 閩七列傳
黃諷，林省鄒，葉翹，鄭元弼，王倓，黃峻，陳光逸，潘承祐，湛溫，董思安（王忠順），林仁翰，劉瓊，顏仁郁，賈郁，方仁岳，陳洪濟，林揆
8. 閩八列傳
王仁繢，楊廷式，翁郜，黃岳，盧皓（林甲），李崇禮，蕭孔沖，廉若，柳崇，劉乙，詹敦仁（子琲），陳來，陳郁，江為，陳致雍，李相，林安，陳寅，石氏二女，練巂，鄭氏，謝氏
9. 閩九列傳
陳峴，薛文傑，陳剡，林興，蔡守蒙，陳匡範，黃紹頗，余廷英，李仁遇，杨思恭，王延稟，李倣，朱文進（連重遇），李仁達，卓巖明
10. 閩十列傳
僧智廣，僧文炬，僧義存，上藍和尚，僧備，僧慧球，僧道熙，僧義收，夢筆和尚，僧神晏，僧智琀，僧玄衲，僧文超，僧文展，僧師解，僧道閑，僧慧稜，僧義英，僧從展，僧藻光，僧從允，僧玄應，建州僧，僧行雲，陳守元（靖姑），譚紫霄，吳翁，虞皐，林願女

### 荊南
一百至一百三卷
1. 荊南一武信王世家
2. 荊南二文獻王世家，貞懿王世家，侍中保勗世家，侍中繼沖世家
3. 荊南三列傳
武信王夫人張氏
武信王子從詡，從詵，從讓，從謙
從子從嗣，從義
文獻王子保勳，保正，保紳，保寅，保緒，保節，保訓，保衡，保膺
貞懿王子繼充
武信王五女
王保義，司空薰，倪可福，鮑唐，梁震，孫光憲
4. 荊南四列傳
李載仁，倪從進，王貞範，王惠範（弟延範），康張，魏璘，王昭濟，王崇範，李景威，梁延嗣，溫克修，王處士，僧齊已，僧文了，荊南僧，荊南仙女

### 北漢
一百四至一百八卷
1. 北漢一世祖本紀
2. 北漢二睿宗本紀，少主本紀，英武帝本紀
3. 北漢三列傳
睿宗郭氏，郭姬
英武帝段氏
世祖子鎬，錡，錫，鍇，銑
世祖孫彭城郡王繼文，繼欽，定王繼顒，劉繼業，劉繼忠
4. 北漢四列傳
李驤，鄭珙，趙華，李光美，李存瓌，張元徽，白從暉，王得中，段常，衛融，盧贊，蔚進，郝貴超（郝惟慶），張崇訓（鄭進，衛儔），高仲曦，張昭敏，馬峯，盧俊
5. 北漢五列傳
郭忠恕，趙弘，李惲，楊夢申，王保衡，王景絕，郭無為，侯霸榮，范超，李筠

### 表
一百九至一百十四卷
1. 十國紀元表
2. 十國世系表
3. 十國地理表上
4. 十國地理表下
5. 十國藩鎮表
6. 十國百官表

## 延伸阅读
[在维基数据编辑]
 在维基文库阅读本作品原文（ 在维基共享资源阅览影像）
 《十國春秋 (四庫全書本)》

## 外部連結
- 《摛藻堂四庫全書薈要》本《十國春秋》（页面存档备份，存于）
- （清）吳任臣. .
- （清）吳任臣. .
- （清）吳任臣. .
- （清）吳任臣. .
- （清）吳任臣. .
- （清）吳任臣. .
- （清）吳任臣. .
- （清）吳任臣. .
- （清）吳任臣. .
- （清）吳任臣. .
- （清）吳任臣. .